# 酸化バナジウム (II)
酸化バナジウム(II)（さんかバナジウム に、Vanadium(II) oxide）は化学式が VO と表される、多くあるバナジウムの酸化物の一つである。安定で、電気的に中性の化合物である。歪んだ塩化ナトリウム型構造で、弱い V–V 金属結合を持っている。VO は不定比化合物で組成は VO0.8 から VO1.3 の幅を持つ。